# Reverso Musikproduktionsgesellschaft
Reverso Musikproduktionsges.m.b.H (zusammengeschlossen aus den Labels GiG Records, Uptight und Spray Records) war ein österreichisches Independent-Label, das 2002 von BMG Ariola Austria GmbH übernommen wurde.

## Ehemalige Labels

Logo von GiG Records

- GiG Records wurde Ende der 1970er Jahre vom Wiener Filmjournalisten Markus Spiegel gegründet. GiG Records hatte u. a. Falco, Reinhold Bilgeri, Drahdiwaberl und DÖF unter Vertrag.
- Uptight ist das vom österreichischen Radiojournalisten Werner Geier und Rodney Hunter gegründete Plattenunternehmen.
- Spray Records ist ein von Alexander Spritzendorfer gegründetes Label, das u. a. Fünfhaus Posse, Count Basic, Waldeck, Hot Pants Road Club, St. Marx und misfit unter Vertrag hatte.

## Künstler
- Aphrodelics
- Ballyhoo
- Club 69
- Hubert von Goisern & Original Alpinkatzen
- Die Hektiker
- Drahdiwaberl
- Falco
- Heinz aus Wien
- Heli Deinboek
- Maria Bill
- NDR Bigband
- Sandra Pires
- Schönheitsfehler
- Stefanie Werger
- Sluta Leta
- Uwe Kroeger
- Vasiliki Roussi und Band